# Oyonnax
Oyonnax je francouzské město v departementu Ain v regionu Auvergne-Rhône-Alpes. V roce 2011 zde žilo 22 459 obyvatel.

## Sousední obce
Apremont, Arbent, Bellignat, Dortan, Échallon, Géovreisset, Charix, Samognat

## Vývoj počtu obyvatel
Počet obyvatel 